# Liste der Kulturdenkmäler in Ober-Hilbersheim
In der Liste der Kulturdenkmäler in Ober-Hilbersheim sind alle Kulturdenkmäler der rheinland-pfälzischen Ortsgemeinde Ober-Hilbersheim aufgeführt. Grundlage ist die Denkmalliste des Landes Rheinland-Pfalz (Stand: 3. April 2024).

## Einzeldenkmäler
| Bezeichnung                   | Lage                                | Baujahr                            | Beschreibung | Bild                           |
| ----------------------------- | ----------------------------------- | ---------------------------------- | --- | ------------------------------ |
| Kriegerdenkmal und Grabmäler  | Friedhofsweg, auf dem Friedhof Lage | zweite Hälfte des 19. Jahrhunderts | Friedhof 1840 angelegt, Umfassungsmauer noch in Teilen vorhanden, ebenso das ursprüngliche Friedhofstor mit klassizistischen Sandsteinpfosten und Eisengitter; ausgedehnte Westerweiterung, dort Kriegerdenkmal 1870/71, Granitstele in einfachen Jugendstilformen, 1911; bei der Leichenhalle neu zusammengestellte Grabsteine: Jakob Linck († 1878): pfeilerförmig mit Urnenbekrönung; Johanna Maria Winternheimer († 1861): ähnlicher Typ; Jakob Stumph († 1862): wuchtiger Säulenstumpf mit Draperie und Efeukranz; Elisabeth Wolf († 1860): übergiebelte Stele mit Urne; Jakob Schwarz IV († 1898): gedrungener Obelisk mit aufwendigen Reliefs | weitere Bilder Fotos hochladen |
| Katholische Kirche St. Joseph | Hauptstraße 3 Lage                  | 1833                               | neugotischer Bruchsteinsaal, bezeichnet 1833, Architekt Joseph H. A. Lucas, Mainz | Fotos hochladen                |
| Haustür                       | Hauptstraße, an Nr. 21 Lage         | um 1820                            | Haustür, um 1820 | Fotos hochladen                |
| Portal                        | Hauptstraße, an Nr. 23 Lage         | 1790                               | Oberlichtportal, spätbarock, bezeichnet 1790 | Fotos hochladen                |
| Wasserbehälter                | Jahnstraße Lage                     | 1906                               | Jugendstiltypenbau, bezeichnet 1906 | weitere Bilder Fotos hochladen |
| Rathaus                       | Kegelbahnstraße 13 Lage             | 1936–39                            | Fachwerkbau, teilweise massiv, in barockisierendem Heimatschutzstil, 1936–39, Architekt Philipp Starck, Ober-Ingelheim; straßenbildprägend | Fotos hochladen                |
| Torbogen                      | Kirchgasse, an Nr. 10 Lage          | 1745                               | Hoftorbogen, barock, bezeichnet 1745 | Fotos hochladen                |
| Evangelische Pfarrkirche      | Obergasse 3 Lage                    | 1884                               | im Kern romanischer Turm, gotisch verändert; neugotischer Bruchsteinsaal, bezeichnet 1884, Architekt Heinrich von Schmidt, München; Kirchhof mit gründerzeitlicher Umfassungsmauer und spätgotischer Pforte | Fotos hochladen                |
| Hofanlage                     | Obergasse 11/13 Lage                | 18. und 19. Jahrhundert            | dreiflügelige Doppelhofanlage, 18. und 19. Jahrhundert; im Kern wohl barocke Fachwerkbauten, teilweise massiv, 18. Jahrhundert, Wirtschaftsgebäude bezeichnet 1823 bzw. 1879, Brunnentrog um 1880 | BW                             |
| Hofanlage                     | Wassergasse 13 Lage                 | 16. bis 19. Jahrhundert            | dreiflügelige Hofanlage, 16. bis 19. Jahrhundert; Fachwerkhaus, teilweise massiv, im Kern um 1600, Wirtschaftsgebäude 19. Jahrhundert; ortsbildprägend | Fotos hochladen                |